# Пирин фолк
„Пирин фолк“ е фестивал за авторски песни на македонска фолклорна основа, който се провежда ежегодно през септември в град Сандански. След 2000 г., с вписването му в Културния календар на Министерството на културата на Република България, форумът все повече се развива и утвърждава като международен – място, където се срещат, съревновават и общуват творци от България, Гърция, Северна Македония, Сърбия и Румъния. С включването на Българската национална телевизия и на други национални телевизии от съседни държави, по линия на международното сътрудничество, фестивалът действително се превръща в сцена за изява и сътрудничество между културите на Балканските страни – три от които са членки на Европейския съюз.
От 2004 година фестивалът е с международен статут и се провежда под егидата на Министерството на културата, а конкурсната програма на Фестивала е разделена в 2 области:
- международен конкурс за изпълнителско изкуство;
- конкурс за авторска македонска песен[1].

От 2005 г., заедно с традиционните награди на фестивала, се връчва и специална награда за „Цялостен принос в развитието на българската музика“.

## История
Фестивалът е създаден от група ентусиасти през 1992 г. с помощта на Радио „Благоевград“ и община Сандански, неговата цел е да популяризира новата авторска песен на фолклорна основа, характерна за Пиринския край. Като водач на тази група ентусиасти е композиторът Никола Ваклинов. През 1993 г. фестивалът е пред провал поради липса на средства, но получава финансова подкрепа от софийската строителна фирма „Симекс“. От следващата 1994 г. обаче изниква несъгласие, че тази фирма започва сама да определя кои песни да участват във фестивала. Поради тази причина създателят на фестивала Никола Ваклинов, заедно с други изпълнители, се отделят и създават „Пирин фест“. Под спонсорството „Симекс“ на фестивала започват да се пеят и поп песни. По-късно фестивалът е под управлението на бившата телевизия „MSAT“, което се характеризира с участие на попфолк песни в изпълнение на певци от каталозите на „Пайнер“ и „Ара Аудио-видео“, а след това – на община Сандански и носи името „Пирин фолк Сандански“. До 2016 г. негов директор е Валентин Пензов, а след него директор на фестивала става Ненчо Касъмов. Оттогава във фестивала се допускат само македонски песни и авторски фолклорни песни на македонска основа. През 2017 г. се създава „Детски Пирин фолк“.